# Kościół św. Marii Magdaleny w Kaninie

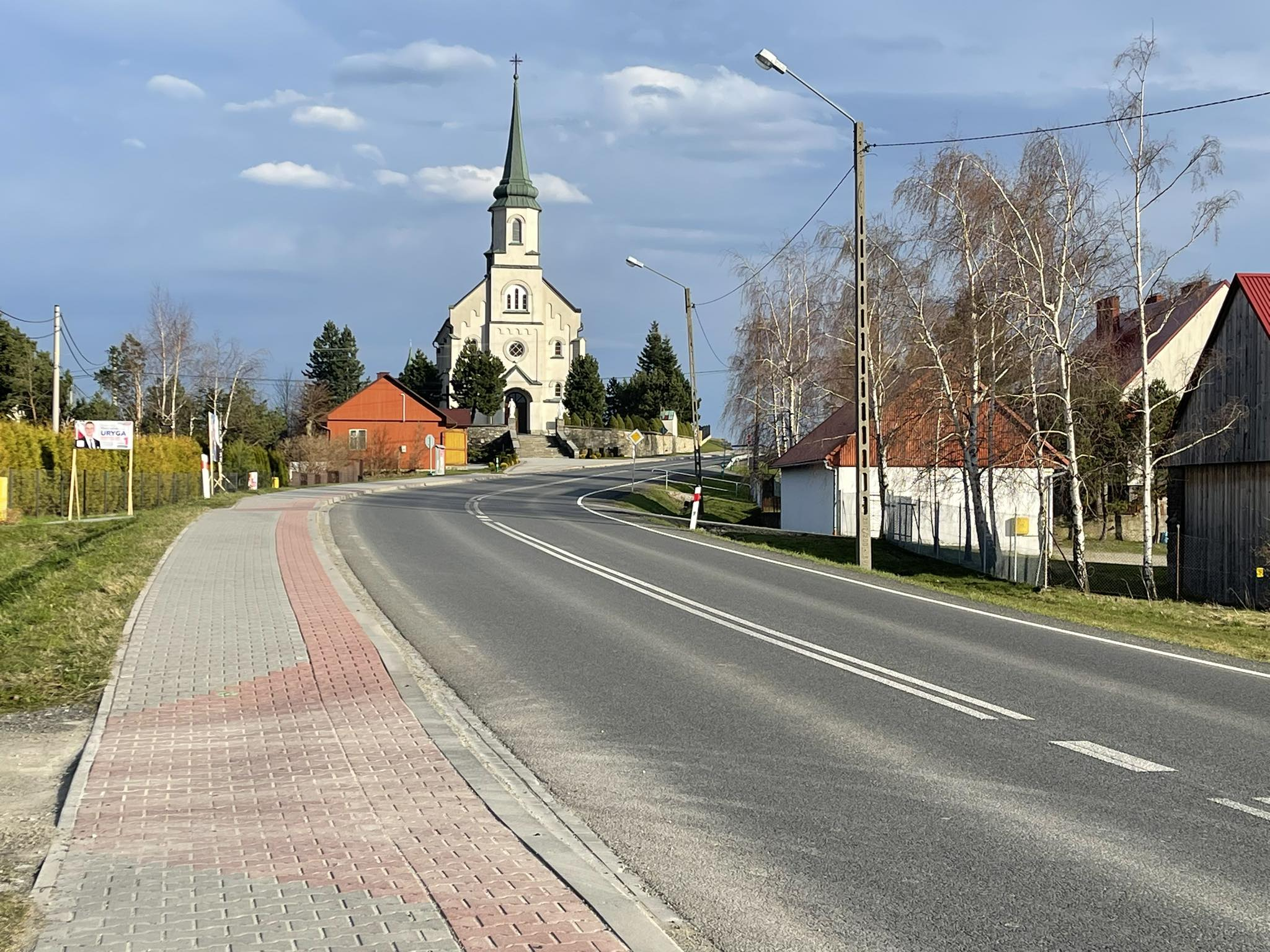
Kościół i centrum miejscowości Kanina

Kościół św. Marii Magdaleny w Kaninie – murowana świątynia rzymskokatolicka w miejscowości Kanina w gminie Limanowa, będąca kościołem parafialnym miejscowej parafii.

## Historia
Obecna świątynia stoi na miejscu poprzedniej, która spłonęła w 1886. Jej budowę rozpoczęto jeszcze w tym samym roku, a zakończono w 1894. Konsekracji świątyni dokonał 15 lipca 1898 biskup Ignacy Łobos.

W 1959 roku odnowiono wnętrze kościoła, zastępując polichromię serią obrazów ze scenami hagiograficznymi.

Na początku XXI wieku przeprowadzono remont generalny: dach i wieżę pokryto blachą miedzianą, kościół otynkowano z zewnątrz i pomalowano wewnątrz, wykonano elementy wyposażenia i witraże, zainstalowano nowoczesną instalację elektryczną i ogrzewanie.

## Architektura
Kościół św. Marii Magdaleny to budynek jednonawowy, w węższym prezbiterium, pokryty dachem siodłowym. Góruje nad nim smukła wieża z iglicą, a nad nawą znajduje się jeszcze jedna, mniejsza, wieżyczka na sygnaturkę.

## Wnętrze
Wnętrze kościoła przykryte jest sklepieniem kolebkowym, spływającym na pilastry. Zdobi je seria obrazów, przedstawiających sceny z życia świętych.

### Ołtarze
Ołtarz głównyumieszczono w nim obraz przedstawiający Matkę Bożą z Dzieciątkiem. Na ścianach obok ołtarza wiszą obrazy: Maria Magdalena myjąca stopy Jezusa oraz Święty Stanisław Biskup.
Ołtarze boczne
- ołtarz z obrazem św. Józefa z Dzieciątkiem na ręku,
- ołtarz z wizerunkiem Marii Magdaleny. Znajduje się przed nim niewielka figura Matki Boskiej Bolesnej – kopia Piety z kościoła w Limanowej.

### Wyposażenie
Część wyposażenia wnętrza kościoła w Kaninie pochodzi z czasów jego budowy. Część jednak została wykonana na początku XXI wieku. Są to m.in. chrzcielnica, stacje Drogi Krzyżowej, witraże, ambona i ławki.